# Aéroport de Parent
L'aéroport de Parent (OACI: CYPP) est situé à Parent, en Haute-Mauricie, au Québec.

## Histoire
Il fut créé en 1952, pendant la guerre froide, par l'Aviation royale canadienne, en collaboration avec l'Armée américaine, pour servir de station radar détectant les menaces soviétiques sur le continent nord-américain, sur une ligne incluant l'aéroport de Casey, à l'Est. Il fut délaissé par l'armée en 1964 dû à la désuétude de cette technologie. Depuis, il sert de lieu d'atterrissage pour de petits avions de particuliers et de sociétés civiles.